# Весела (Нижньоєнтальська сільська рада)
Весе́ла (рос. Весёлая) — присілок у складі Кічменгсько-Городецького району Вологодської області, Росія. Входить до складу Єнангського сільського поселення.

## Населення
Населення — 24 особи (2010; 40 у 2002).
Національний склад (станом на 2002 рік):
- росіяни — 97 %